# Sara Allgood

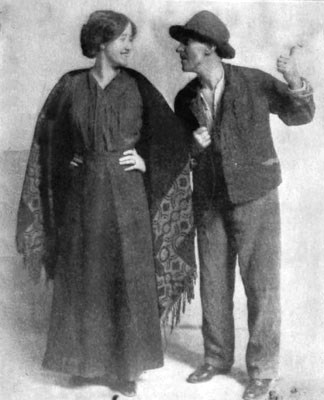
Sara Allgood et J.M. Kerrigan en 1911, dans la pièce de J.M. Synge Le Baladin du monde occidental, à Boston, au Plymouth Theatre

Sara Allgood est une actrice d'origine irlandaise, naturalisée américaine en 1945, née à Dublin (Irlande) le 31 octobre 1879, morte d'une crise cardiaque à Woodland Hills (Los Angeles, Californie) le 13 septembre 1950.

## Biographie
Sara Allgood fait ses débuts d'actrice au théâtre, notamment à l'Abbey Theatre, dans son pays natal. En 1911, la troupe The Irish Players, dont elle fait partie avec Una O'Connor et Cathleen Nesbitt, en tournée aux États-Unis, joue deux pièces à Broadway ; elle y revient pour sept productions, entre 1913 et 1940. En particulier, elle participe en 1927 à la pièce Junon et le Paon de Seán O'Casey (qu'elle crée à l'Abbey Theatre en 1924) et à sa reprise en 1940.
Après un premier film en 1918, son deuxième en 1929 est Chantage d'Alfred Hitchcock, qu'elle retrouve l'année suivante (1930) pour l'adaptation au cinéma de la pièce Junon et le Paon précitée. Elle tourne plusieurs films britanniques, avant de s'installer aux États-Unis en 1941, année de Docteur Jekyll et M. Hyde, son premier film américain, le dernier étant réalisé en 1950, année de sa mort.

## Filmographie partielle
- 1918 : Just Peggy de J.A. Lipman
- 1929 : Chantage (Blackmail) d'Alfred Hitchcock
- 1929 : To what Red Hell d'Edwin Greenwood
- 1930 : Junon et le Paon (Juno and the Paycock) d'Alfred Hitchcock
- 1932 : The World, the Flesh, the Devil de George A. Cooper
- 1933 : The Fortune Fool de Norman Walker
- 1934 : Lily of Killarney de Maurice Elvey
- 1934 : Irish Hearts de Brian Desmond Hurst
- 1935 : Riders to the Sea de Brian Desmond Hurst
- 1935 : Lazybones de Michael Powell
- 1935 : Peg of Old Drury d'Herbert Wilcox
- 1936 : Pot Luck de Tom Walls
- 1936 : It's Love again de Victor Saville
- 1937 : Kathleen Mavourneen de Norman Lee
- 1937 : Tempête dans une tasse de thé (Storm in a Teacup) de Ian Dalrymple et Victor Saville
- 1938 : The Sky's the Limit (en) de Jack Buchanan et Lee Garmes
- 1940 : On the Night of the Fire (en) de Brian Desmond Hurst
- 1941 : Lady Hamilton (That Hamilton Woman) d'Alexander Korda
- 1941 : Docteur Jekyll et M. Hyde (Dr. Jekyll and Mr. Hyde) de Victor Fleming
- 1941 : Lydia de Julien Duvivier
- 1941 : Qu'elle était verte ma vallée (How Green was my Valley) de John Ford
- 1942 : La Folle Histoire de Roxie Hart (Roxie Hart) de William A. Wellman
- 1942 : Life Begins at Eight-Thirty d'Irving Pichel
- 1942 : The War Against Mrs. Hadley de Harold S. Bucquet
- 1942 : Âmes rebelles (This above all) d'Anatole Litvak
- 1943 : La Cité sans hommes (City without Man) de Sidney Salkow
- 1943 : Jane Eyre de Robert Stevenson
- 1944 : Jack l'Éventreur (The Lodger) de John Brahm
- 1944 : Les Clés du royaume (The Keys of the Kingdom) de John M. Stahl
- 1945 : L'Oncle Harry (The Strange Affair of Uncle Harry) de Robert Siodmak
- 1945 : La Duchesse des bas-fonds (Kitty) de Mitchell Leisen
- 1945 : Deux Mains, la nuit (The Spiral Staircase) de Robert Siodmak
- 1946 : La Folle Ingénue (Cluny Brown) d'Ernst Lubitsch
- 1947 : Les Magiciens du swing (The Fabulous Dorseys) d'Alfred E. Green
- 1947 : Le Crime de madame Lexton (Ivy) de Sam Wood
- 1947 : Maman était new-look (Mother Wore Tights) de Walter Lang
- 1947 : Le deuil sied à Électre (Mourning becomes Electra) de Dudley Nichols
- 1947 : Rose d'Irlande (My Wild Irish Rose) de David Butler
- 1948 : Un caprice de Vénus (One Touch of Venus) de William A. Seiter
- 1948 : The Girl from Manhattan d'Alfred E. Green
- 1949 : Les Mirages de la peur (The Accused) de William Dieterle
- 1949 : Le Défi de Lassie (Challenge to Lassie) de Richard Thorpe
- 1950 : Treize à la douzaine (Cheaper by the Dozen) de Walter Lang
- 1950 : Sierra d'Alfred E. Green

## Théâtre (à Broadway)
- 1911 : The Well of the Saints, pièce de John Millington Synge, avec Una O'Connor, Cathleen Nesbitt, J.M. Kerrigan
- 1911 : Le Baladin du monde occidental (The Playboy of the Western World), pièce de John Millington Synge, avec Una O'Connor, Cathleen Nesbitt, J.M. Kerrigan
- 1913 : The Magnanimous Lover, pièce de St. John Ervine, avec J.M. Kerrigan
- 1927 : The Plough and the Stars, pièce de Seán O'Casey (adaptée au cinéma en 1936)
- 1927-1928 : Junon et le Paon (Juno and the Paycock), pièce de Seán O'Casey
- 1937 : Storm over Patsy, adaptation de James Bridie d'après Bruno Frank, avec Leo G. Carroll
- 1938 : Shadow and Substance, pièce de Paul Vincent Carroll, avec Cedric Hardwicke
- 1940 : Junon et le Paon (Juno and the Paycock), reprise, mise en scène par (et avec) Arthur Shields
- 1940 : At the Stroke of Eight, pièce de Percy Robinson